# Kurt Dobratz
Kurt Karl Anton Dobratz (* 9. April 1904 in Stettin; † 21. Dezember 1996 in Bremen) war ein deutscher Oberst der Luftwaffe der Wehrmacht und Kapitän zur See der Kriegsmarine.

## Leben
Kurt Dobratz trat als Freiwilliger am 30. März 1922 in die Reichsmarine ein und wurde der Schiffstammdivision der Ostsee nach Kiel zugeordnet. Als Rekrut kam er ab 1. April 1922 zur Küstenwehrabteilung I nach Swinemünde. Ab dem 1. Oktober 1922 war er auf der Braunschweig. Es folgten weitere Kommandierungen, u. a. mit Unterbrechungen vom 25. Oktober 1927 bis 19. Februar 1928 sein Einsatz als Zugoffizier der II. Schiffstammdivision der Nordsee. Vom 16. November 1928 bis 28. Juli 1929 war er als Oberleutnant zur See (Beförderung am 1. Juli 1928) Adjutant und Divisionsoffizier auf der Schleswig-Holstein. Er belegte vom 29. Juli 1929 bis 18. August 1929 einen Sonderlehrgang und kam dann wieder auf die Schleswig-Holstein. Hier blieb er bis 24. Februar 1930. Bis 30. September 1930 diente er erneut als Adjutant und Divisionsoffizier, nur diesmal auf der Hannover. Vom 1. Oktober 1930 bis 26. September 1932 war er zur Verfügung des Chef der Marinestation der Nordsee in Wilhelmshaven gesetzt und belegte während dieser Zeit unterschiedliche Lehrgänge. Es folgten weitere Kommandierungen. Vom 9. September 1933 bis 22. September 1933 war er zum Flieger-Versuchskommando Warnemünde kommandiert und kam dann bis 12. März 1934 als Adjutant und Signaloffizier auf die Leipzig. Er belegte bis 17. März 1934 kurz einen Signal-Offizierslehrgang an der Nachrichtenschule Flensburg-Mürwik, um erneut auf die Leipzig zu kommen. Nach einem erneuten Lehrgang in Warnemünde war er vom 17. Juni 1934 bis 16. Dezember 1934 Adjutant, Signaloffizier und Wachoffizier auf der Leipzig. Hier wurde er am 1. Juli 1934 Kapitänleutnant. Mit Unterbrechung durch weitere Schulungen blieb er bis Ende September 1935 in der Position auf der Leipzig.
Zum 1. Oktober 1935 wechselte er als Referent in L.P. I. in das RLM zur neu gegründeten Luftwaffe. Vom 5. Juni 1936 bis 19. Juni 1936 war er zur fliegerischen Weiterbildung an die Fliegerschule Pütnitz kommandiert, nahm später im März 1937 an einem Torpedolehrgang an der Torpedo-Schule in Flensburg teil.
Ab 30. Dezember 1938 war er Staffelkapitän der 8. Staffel des Kampfgeschwaders 255, später umbenannt in Kampfgeschwader 51. Anschließend war er vom 1. Juli 1939, ab 1. Dezember 1940 Oberstleutnant, bis 15. Mai 1940 Kommandeur der II. Gruppe des Lehrgeschwaders 1. In dieser Position war er zugleich Kommandant des Fliegerhorsts Schwerin. Mit dem Geschwader war er am Überfall auf Polen eingesetzt und ebenso beim Beginn des Westfeldzugs. Am 1. Juni 1942 wurde er zum Oberst befördert. Anschließend war er bis 28. März 1943 IIa im Stab des Luftflottenkommandos 5 und zeitgleich vom 14. Mai 1941 bis 19. Juni 1941 Kommandeur der I. Gruppe des Kampfgeschwaders 26. Am 18. Februar 1942 erhielt er das spanische Militär-Verdienstkreuz II. Klasse und am 27. Februar 1942 das Finnische Freiheitskreuz III. Klasse.
Mit Wirkung vom 31. März 1943 schied er aus der Luftwaffe aus und wechselte zum 1. April 1943 zur Kriegsmarine. Bis August 1943 nahm er an Schulungen zum U-Boot-Wach- und -Torpedo-Offizier teil. Am 1. Juni 1943 wurde er hier zum Kapitän zur See befördert. Anschließend kam er kurz zur weiteren Ausbildung zur 27. U-Flottille. Am 1. September 1943 wurde er stellvertretender Chef der 24. U-Flottille. Mit der Indienststellung am 8. März 1944, er hatte bereits ab Januar an der Baubelehrung für das Boot teilgenommen, übernahm er U 1232. Bei der einzigen Feindfahrt mit dem Boot konnte er drei Handelsschiffe versenken und zwei Schiffe schwer beschädigen. Insgesamt konnte er bei 93 Seetagen über 25.000 BRT zerstören. Das Boot lief am 14. Februar 1945 schwer beschädigt in Kristiansand ein und Dobratz gab zu Ende März 1945 das nicht mehr reparable Boot ab. Am 23. Januar 1945 war er als 137. Person der U-Boot-Waffe mit dem Ritterkreuzes des Eisernen Kreuzes ausgezeichnet worden. Als Chef des Stabes kam er zum Kommandierenden Admiral der U-Boote. Nach dem Tod von Admiral Hans-Georg von Friedeburg wurde er für einen Monat mit der Wahrnehmung der Geschäfte des Kommandierenden Admiral der U-Boote betraut. Er kam in Kriegsgefangenschaft, aus welcher er am 26. Februar 1946 entlassen wurde.
Am 17. September 1945 wurde Hermann Rasch auf Befehl von Dobratz in das Stabsquartier des Marine-Ober-Kommandos kommandiert.
Nach dem Krieg studierte er Rechtswissenschaft und schloss eine Promotion ab.